# Masłowiczki
Masłowiczki (kaszub. Masłowiczczi) – wieś kaszubska w Polsce położona na Pojezierzu Bytowskim, w województwie pomorskim, w powiecie bytowskim, w gminie Tuchomie.
W latach 1975–1998 miejscowość administracyjnie należała do województwa słupskiego.
Wieś stanowi sołectwo gminy Tuchomie.

## Historia
Jedna z najbardziej rozległych wsi ziemi bytowskiej. Powstała w połowie XVIII wieku w okresie tzw. kolonizacji fryderycjańskiej na terenie dawnej puszczy.